# Pruszanka Mała
Pruszanka Mała – wieś w Polsce położona w województwie podlaskim, w powiecie wysokomazowieckim, w gminie Nowe Piekuty.
W latach 1975–1998 miejscowość administracyjnie należała do województwa łomżyńskiego.
Wierni kościoła rzymskokatolickiego należą do parafii św. Kazimierza w Nowych Piekutach.

## Historia wsi
W dokumencie z roku 1528 wymieniona jako Proszanka. Wśród rycerzy składających przysięgę na wierność królowi polskiemu w 1569 r. wzmiankowano Abrahama syna Jakuba de Jabloni Proszanka. Spis podatkowy z 1580 r. w parafii Jabłoń wymienia miejscowość Prossanka. Była to siedziba drobnej szlachty. Jeszcze w XVII wieku nazwę pisano jako Prosanka.
Pod koniec XIX w. Słownik geograficzny Królestwa Polskiego i innych krajów słowiańskich wymienia:
- Pruszaka Mała w powiecie mazowieckim, gmina i parafia Piekuty,
- Pruszanka Mała – folwark i Pruszanka-Mańce – osada w powiecie mazowieckim, gmina Piekuty, parafia Jabłoń[9].

W 1891 wieś liczyła 4 gospodarzy. Posiadali średnio po 13,4 ha ziemi. Sąsiednie Mańce liczyły 3 gospodarzy. W roku 1921 w Prusznce Małej istniały 4 domy z 26 mieszkańcami. Kolonia nazwana Pruszanka Mańce z 1 domem i 3 mieszkańcami.
Współcześnie w miejscowości znajduje się 5 domów z 25 mieszkańcami.